# هرمان نخاعيان (جذع الدماغ)
 يُمثل الهرمان النخاعيان هيكل عصبي (مزدوج) يتكون من المادة البيضاء الموجودة في النخاع المستطيل، ويحتوي على الألياف الحركية للسبيل القشري النخاعي والسبيل القشري البصلي (يُكونان معًا السبيل الهرمي)، ويمكن تمييز الناحية السفلية للهرمين بوجود تقاطع للألياف العصبية عندها.

## التركيب
يحتوي الجزء البطني للنخاع المستطيل على الهرمين النخاعيين (يُشبهان التل في ارتفاعهما)، ويمتد الهرمان على طول النخاع المستطيل ويحدهما الشق الناصف الأمامي من الناحية الإنسية، والتلم الأمامي من الناحية الوحشية حيث ينشأ العصب تحت اللسان. كما يوجد انتفاخ على جانب كل هرم يُعرف باسم الجسم الزيتوني. كما تقع ألياف العمود الخلفي (التي تنقل المعلومات الحسية السطحية والعميقة) خلف هذين الهرمين.

## الوظيفة
يحتوي الهرمان النخاعيان على الألياف الحركية للسبيل الهرمي.

## الأهمية السريرية
يُمكن لبعض الاصطدامات (مثل الناتجة عن حوادث السيارات) أن تتسبب في إصابات لجذع الدماغ مما يؤثر على الهرمين النخاعيين، كما يمكن أن يؤدي فرط تمدد الرقبة إلى شد الهرمين وتمزيقهما، مما يُسبب مجموعة متنوعة من الأعراض مثل ضعف الأطراف وصعوبة البلع وصعوبة التحدث. ويمكن أن يؤدي احتشاء الهرمين إلى الشلل الرباعي ولكن هذا نادر الحدوث، حيث لم يتم الإبلاغ سوى عن أربع حالات.

## روابط خارجية
- رسم تخطيطي في csus.edu
- إصابات الإصابات: كتاب متلازمة التسارع / التباطؤ العنقي
- مقال مجلة علم الأعصاب
- علوم الأعصاب الطبية